# Nahr al-Kalb
Nahr al-Kalb lub Rzeka Psa (arab. نهر الكلب, gr. Λύκος Lýkos, łac. Lycus, Eleutherus) – rzeka w Libanie, uchodząca do Morza Śródziemnego w dystrykcie Kasarwan, na północ od Bejrutu. Według lokalnych podań Nahr al-Kalb swoją nazwę wzięła od skowytu, jaki wydaje jej woda.
W pobliżu rzeki znajduje się kilkanaście pamiątkowych steli pozostawionych przez kolejne wojska zdobywców (od starożytnych Egipcjan, Babilończyków, Greków i Rzymian, aż po Francuzów, Brytyjczyków i współczesnych Libańczyków), objętych w 2005 roku oenzetowskim programem Pamięć Świata.